# غريغوري بي. لي
غريغوري بي. لي (بالفرنسية: Gregory B. Lee)‏ هو ناقد أدبي فرنسي، ولد في 1955.